# Edwin Koech
Edwin Koech (né le 23 juillet 1961) est un athlète kényan, spécialiste du 800 mètres. 

## Biographie
Il se classe sixième du 800 mètres lors des Jeux olympiques de 1984, à Los Angeles après avoir établi la meilleure performance de sa carrière en demi-finale en 1 min 44 s 12.

### Palmarès
| Date | Compétition     | Lieu        | Résultat | Épreuve | Performance   |
| ---- | --------------- | ----------- | -------- | ------- | ------------- |
| 1984 | Jeux olympiques | Los Angeles | 6e       | 800 m   | 1 min 44 s 86 |

### Records
| Épreuve | Performance   | Lieu        | Date        |
| ------- | ------------- | ----------- | ----------- |
| 800 m   | 1 min 44 s 12 | Los Angeles | 5 août 1984 |